# Iblard Jikan
Iblard Jikan (イバラード時間, Ibarādo Time) est un film d'animation produit par le Studio Ghibli et réalisé par Naohisa Inoue. Il est sorti en DVD et Blu-Ray au Japon en juillet 2007. Il présente un voyage visuel dans le monde imaginaire d'Iblard, détaillé par Inoue dans ses tableaux. Le monde d'Iblard apparaissait aussi dans certaines séquences d'un autre anime Ghibli, Si tu tends l'oreille, réalisé par Yoshifumi Kondō.

## Synopsis
Le film consiste en un montage de tableaux de Naohisa Inoue, partiellement animés. Il ne présente pas d'histoire particulière, mais plutôt une série de paysages fantastiques offrant autant d'aperçus du monde d'Iblard et du quotidien de ses habitants. Huit séquences composent le film, chacune présentant une série de paysages rythmée par une musique différente. 

## Musique
La musique d'Iblard Jikan est composée par Kiyonori Matsuo. En l'absence de tout dialogue, elle joue un grand rôle dans le film, où elle installe l'ambiance particulière d'Iblard, apaisante et intrigante à la fois.